# 阿普220
阿普220（Arp 220）是兩個星系相互碰撞後合併中的天體，距離地球約2.5億光年，位於巨蛇座。名稱來自它是赫頓·阿普編的《特殊星系圖集》中的第220個天體。

## 概要

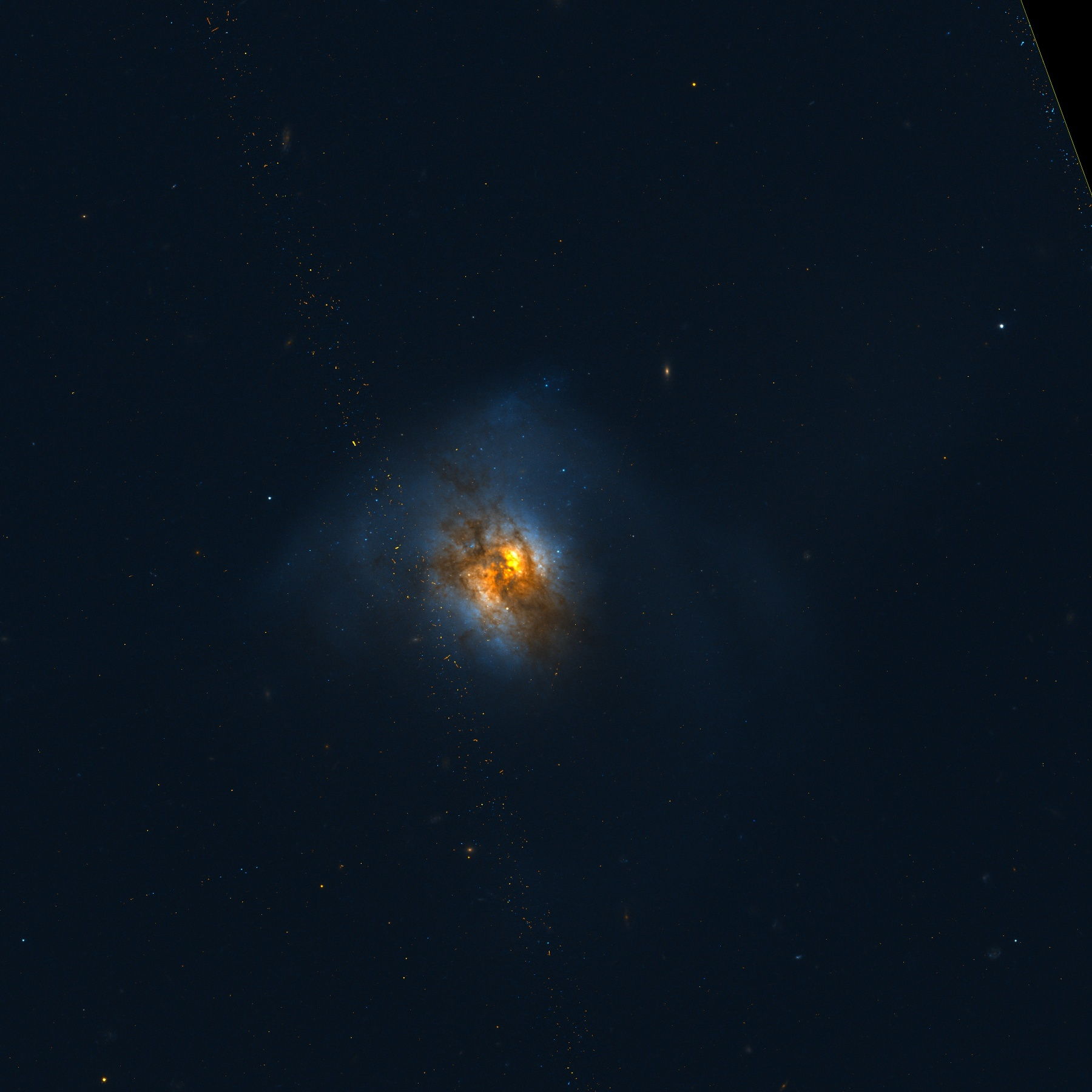
哈伯太空望遠鏡拍攝的阿普220廣角（2.4′）影像。

阿普220是距離地球最近的極亮紅外星系。紅外線天文衛星發現它的輻射波段主要是在遠紅外線，因此常被認為是極亮紅外星系的原型，並且是許多相關研究的主題。阿普220大部分的能量輸出被認為是大量恆星形成的結果，並且這現象可能是因為兩個較小星系合併引發。2002到2007年哈伯太空望遠鏡對阿普220使用先進巡天照相機進行可見光波段觀測，以及近紅外線照相機和多目標分光儀進行紅外線波段觀測，在它的中心部位發現了超過200個巨大星團。其中最巨大的星團內所含物質約有1000萬倍太陽質量。钱德拉X射线天文台和XMM-牛顿卫星以X射線觀測的結果顯示阿普220的核心可能存在活动星系核，這產生了活動星系核和星系合併之間關聯性的有趣問題。一般認為既然星系合併常造成星暴，也可能產生驅動活動星系核的超大質量黑洞。
天文學家使用詹姆士·克拉克·麥斯威爾望遠鏡搭載的亚毫米波通用测辐射计阵列進行次毫米波段巡天觀測，結果意外發現跟阿普220一樣的亮紅外星系相當多。天文學家對阿普220和其他相對距離地球較近的極亮紅外星系都進行了大量研究。
阿雷西博天文台的天文學家對阿普220進行觀測發現該星系內有有機分子存在。
阿普220內至少有兩個明亮的邁射源，其中一個是 OH 分子，另一個則是水分子邁射。
2011年10月，天文學家破紀錄地在阿普220內同時發現了7顆超新星。

## 外部連結
- Hubble Sees Star Birth Gone Wild （页面存档备份，存于） (SpaceDaily) Jun 16, 2006
- WikiSky上关于阿普220的内容：DSS2, SDSS, GALEX, IRAS, 氢α, X射线, 天文照片, 天图, 文章和图片